# Ланус (футбольний клуб)
Лану́с (ісп. Club Atlético Lanús) — спортивний клуб аргентинського міста Ланус, заснований 3 січня 1915 року. Основним напрямом діяльності є футбол. Футбольний клуб «Ланус» грає у першому дивізіоні чемпіонату Аргентини протягом 58 сезонів (1931-1949, 1950-1961, 1964-1970, 1971-1972, 1976-1977, 1990-1991, 1992-нині).

## Досягнення
- Південноамериканський кубок: 2013
- Чемпіон Аргентини (Перший дивізіон): Апертура 2007, 2016
- Суперкубок Аргентини: 2016
- Кубок КОНМЕБОЛ: 1996
- Кубок Двохсотрічна: 2016